# Кения на летних Олимпийских играх 1992
Кения принимала участие в Летних Олимпийских играх 1992 года в Барселоне (Испания) в восьмой раз за свою историю, и завоевала две золотые, четыре серебряных и две бронзовых медали.

## Золото
- Лёгкая атлетика, мужчины, 800 метров — Уильям Тануи.
- Лёгкая атлетика, мужчины, 3000 метров, бег с препятствиями — Мэттью Бирир.

## Серебро
- Лёгкая атлетика, мужчины, 800 метров — Никсон Кипротич.
- Лёгкая атлетика, мужчины, 5000 метров — Пол Биток.
- Лёгкая атлетика, мужчины, 10000 метров — Ричард Челимо.
- Лёгкая атлетика, мужчины, 3000 метров, бег с препятствиями — Патрик Санг.

## Бронза
- Лёгкая атлетика, мужчины, 400 метров — Самсон Китур.
- Лёгкая атлетика, мужчины, 3000 метров, бег с препятствиями — Уильям Мутвол.